# صلاح الدين الإربلي
أبو العباس أحمد بن عبد السيد بن شعبان بن محمد بن جابر بن قحطان الإربلي الملقب صلاح الدين، وهو من بيت كبير بإربيل بالعراق. كان حاجباً عند الملك المعظم مظفر الدين كوكبوري بن زين الدين حاكم أربيل في عهد صلاح الدين الأيوبي، فتغير عليه واعتقله. 

## سيرته
كان حاجباً عند الملك المعظم مظفر الدين كوكبوري بن زين الدين حاكم أربيل في عهد صلاح الدين الأيوبي، فتغير عليه واعتقله مدة، فلما أفرج عنه خرج منها قاصداً بلاد الشام سنة 603 هـ صحبة الملك القاهر بهاء الدين أيوب ابن الملك العادل شقيق الملك الناصر صلاح الدين الأيوبي. فاتصل بخدمة الملك المغيث ابن الملك العادل، وكان قد عرفه من إربيل، وحسنت حاله عنده. 
فلما توفي المغيث انتقل صلاح الين الإربلي إلى الديار المصرية، وخدم الملك الكامل، فعظمت منزلته عنده، ووصل منه إلى ما لم يصل إليه غيره، واختص به في خلواته وجعله أميراً.

## خلقه
كان صلاح الدين الإربلي ذا فضيلة تامة ومشاركات حسنة.

## الشعر
لصلاح الدين الإربلي ديوان شعر وديوان دوبيت.
يذكر ابن خلكان في كتابه وفيات الأعيان أنه كان يحفظ الخلاصة في الفقه للإمام الغزالي، وله نظم حسن ودوبيت رائق، وبه تقدم عند الملوك.  ويكمل ابن خلكان فيقول: «ثم إن الملك الكامل تغير عليه واعتقله في المحرم سنة 618 هـ وهو بالمنصورة في قبالة الفرنج، ونفاه إلى قلعة القاهرة، ولم يزل في الاعتقال مضيقا عليه على هذه الحال إلى شهر ربيع الآخر سنة 623 هـ، فعمل الصلاح دوبيت وأملاه على بعض القيان، فغناه عند الملك الكامل، فاستحسنه وسأله: لمن هذا؟ فقال: للصلاح، فأمر بالإفراج عنه».  فلما خرج عادت مكانته عنده إلى أحسن مما كانت عليه. وما زال وافر الحرمة عالي المنزلة عنده وعند الملوك.

## وفاته
لما قصد الملك الكامل بلاد الروم وهو في الخدمة مرض في المعسكر بالقرب من السويداء، فحُمل إلى الرها، فمات قبل دخولها في 25 ذو الحجة سنة 631هـ ودفن بظاهرها بمقبرة باب حران، ثم نقله ولده من هناك إلى الديار المصرية، فدفنه في تربة هناك بالقرافة الصغرى.